# 1741
1741 (MDCCXLI) var ett normalår som började en söndag i den gregorianska kalendern och ett normalår som började en torsdag i den julianska kalendern.

## Händelser

### Februari
- 10 februari – Västgötska Bogesund byter officiellt namn till Ulricehamn, efter drottning Ulrika Eleonora.[1]

### Mars
- 31 mars – Kungliga Vetenskapsakademien i Sverige får sina stadgar.[2]

### Maj
- 15 maj – Carolus Linnaeus påbörjar en forskningsresa till Öland.

### Juni
- 4 juni – Linnaeus kommer fram till Öland.

### Juli
- 28 juli – Hattarnas ryska krig utbryter genom att Sverige förklarar Ryssland krig, trots att både svenska armén och flottan är stridsodugliga.

### Augusti
- 4 augusti – Arkitekten Carl Hårleman tar officiellt över rollen som svensk överintendent efter Carl Gustaf Tessin, en titel han i realiteten redan övertagit tidigare.
- 23 augusti – Svenskarna besegras av ryssarna i slaget vid Villmanstrand.
- 27 augusti – För att främja textilmanufakturernas intressen får invandrade anglikanska och reformerta trosbekännare rätt att utöva sin religion i Sverige.

### November
- November – Charles Emil Lewenhaupt bryter upp med svenska hären och tågar mot Sankt Petersburg.

### December
- 6 december
  - Stillestånd sluts mellan Sverige och Ryssland.
  - Ryske tsaren Peter den stores dotter Elisabet, med vilken svenskarna i hemlighet underhandlar, gör sig till tsarinna genom en statskupp i S:t Petersburg.

### Okänt datum
- Beslut tas att Gävle slott skall återuppbyggas och Carl Hårleman anlitas för uppdraget.

## Födda
- 20 januari – Carl von Linné den yngre, svensk naturforskare.
- 24 februari – Johan Henrik Hästesko, svensk överste.
- 20 mars – Jean-Antoine Houdon, fransk skulptör.
- 22 mars – Moses Robinson, amerikansk politiker.
- 26 juni – John Langdon, amerikansk politiker.
- 22 september – Peter Simon Pallas, tyskfödd naturforskare.
- 31 december – Isabella av Parma, prinsessa.

## Avlidna
- 28 juli – Antonio Vivaldi, italiensk violinist och tonsättare.
- 24 november – Ulrika Eleonora, regerande drottning av Sverige 1718–1720 och drottning av Sverige sedan 1720, gift med Fredrik I.
- 11 december – Jacob Fabricius, svensk amoralitetspastor och poet.
- 19 december – Vitus Bering, dansk-rysk upptäcktsresande.

### Fotnoter
1. ↑  ”Ulricehamns kommun”. Arkiverad från originalet den 27 augusti 2010. https://web.archive.org/web/20100827192924/http://www.ulricehamn.se/ulh_templates/Information.aspx?id=8231. Läst 25 mars 2011.
2. ↑  ”Det hände i dag”. http://webnews.textalk.com/se/calendar.php?id=9747&type=month&ds=20100331&list=true.